# Ecliptopera postpallida
Ecliptopera postpallida là một loài bướm đêm trong họ Geometridae.